# M26 (motorväg)
M26 är en motorväg i Storbritannien, som binder ihop M20 nära Wrotham med Londons ringled M25 vid Sevenoaks. Den fungerar som en kort genväg mellan M25:s sydsida och M20 mot sydost.